# 9 Geminorum
9 Geminorum, eller PX Geminorum, är en pulserande variabel av Alfa Cygni-typ (ACYG) som tillhör stjärnbilden Tvillingarna. PX Geminorum varierar i ljusstyrka 6,23-6,30 med en period av 13,700 dygn.